# Principato di Nitra

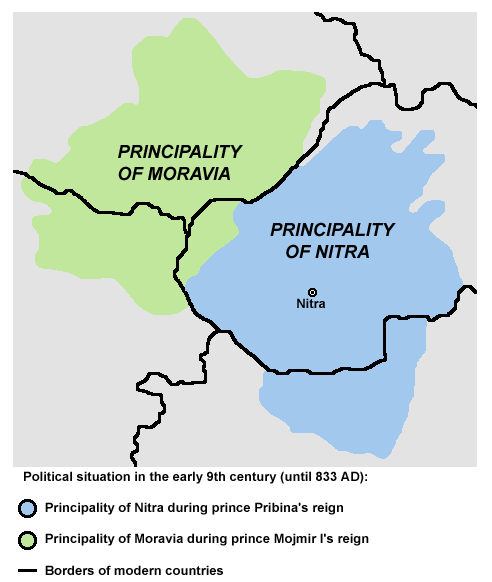

Il Principato di Nitra (in slovacco Nitrianske kniežatstvo) fu un principato nel territorio dell'odierna Slovacchia comprendente anche zone attualmente nel territorio della moderna Ungheria, creato nel Medioevo e la cui capitale era la città di Nitra.

## Indipendenza

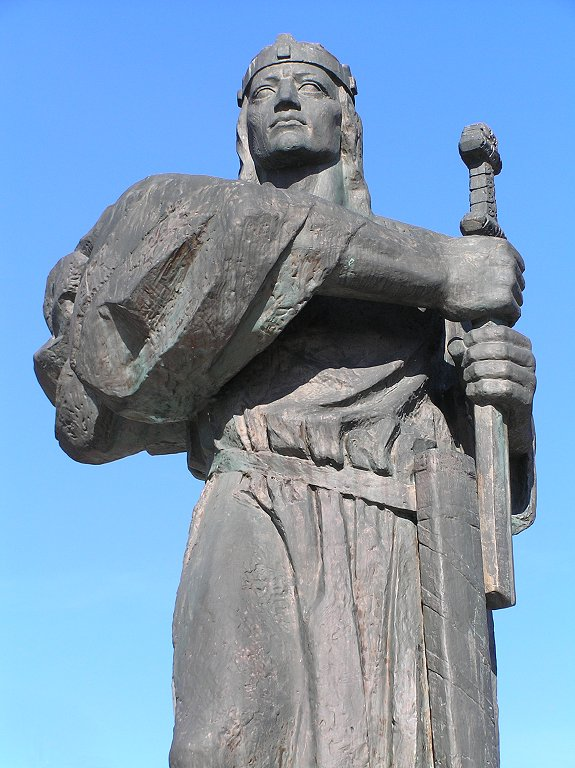
Statua di Pribina in piazza Pribina, Nitra (Slovacchia)

Il Principato di Nitra emerse intorno all'VIII secolo come uno stato slavo il cui centro più importante era la città di Nitra. L'unico regnante noto di cui abbiamo testimonianza scritta fu il principe Pribina che governò tra l'825 e l'833, annoverato per essere stato il primo sovrano slavo a ordinare la costruzione di una chiesa cristiana in territorio slavo. La chiesa venne consacrata da Adalramo, vescovo di Salisburgo.
Questo antico regno fu probabilmente coinvolto nella guerra tra l'impero carolingio e le popolazioni degli Avari che dimoravano nel territorio ungherese. Gli Avari vennero sconfitti intorno all'800 e il regno di Nitra poté così espandersi vivendo il periodo massimo di estensione territoriale intorno agli inizi del IX secolo ricoprendo l'intera estensione dell'attuale Slovacchia, fatta eccezione per la regione di Záhorie, alcune zone dell'Ungheria e la parte occidentale della Rutenia subcarpatica.